# Василий Верешчагин
Василий Василевич Верешчагин (на руски: Василий Васильевич Верещагин) е руски художник-баталист. Участник в Руско-турската война (1877 – 1878).

## Биография
Василий Верешчагин е роден на 14 октомври 1842 г. в град Череповец, Новгородска губерния, в семейството на потомствен дворянин. Негови братя са Александър Верешчагин и Сергей Верешчагин. Ориентира се към военното поприще и постъпва в Морския кадетски корпус (1853). След завършването му напуска военната служба.
Следва живопис в Санктпетербургската художествена академия (1860 – 1863). Учи в Париж в École des beaux-arts през 1864 – 1865 г. Пътешества и рисува в Кавказ, Средна Азия, Европа и Индия.
Художествените си произведения създава върху основата на ескизи от действителността и обикновено ги обединява в цикъл. По-известните са:
- Отечествената война 1812 г.
- Индийска серия
- Туркестанска серия 1871 – 1874 г.

Участва като доброволец в Руско-турската война (1877 – 1878). Включва се в бойните действия при форсирането на река Дунав и е ранен при атаката на миноносеца „Шутка“. Участва в борбата при Плевен и преминаването през Стара Планина на Западния руски отряд с командир генерал-лейтенант Йосиф Гурко.
От скиците, направени по време на войната, той създава в Париж през 1878 – 1879 г. „Българска серия“ (1878 – 1879). По различни данни серията е от между 13 и 25 картини. Показани са на изложби в големите европейски столици. Автор е на пътеписи и спомени „Воспоминания о Руско-турецкой войне 1877 – 1878 г.г. художника В. В. Верещагина, Санкт Петербург, 1902“. Отказва присъденото му през звание професор (1874).
Участва в Руско-японската война от 1904 – 1905 г. и рисува от натура случващото се на фронта. Загива във войната при потъването на руския броненосец „Петропавловск“ недалеч от Порт Артур.

## Творчество
Автор е на повече от 800 картини, които се съхраняват в най-големите световни музеи. Скъсва с академичната традиция в баталната живопис. Решителен привърженик на реализма в изкуството. Един от най-видните творци на изобразителното изкуство от края на XIX век. Цялото му творчество е насочено срещу войната, заради което към края на живота му е наричан „апостол на мира“. Намира възторжен прием в демократичната общественост в Русия и Европа.
Творчеството на Василий Верешчагин е от особена документална стойност за България, тъй като рисува серия платна, свързани с Освобождението. Най-известните са:
- „Шипка – Шейново“
- „В окопите на Шипка“ („На Шипка всичко е спокойно“)
- „Панихида“
- „Мародери“
- „Превързочен пункт край Плевен“
- „Пред атака“
- „В атака“
- „След атаката“ и др. [1]

## Памет
На Василий Верешчагин е наречена улица в жилищен комплекс „Овча купел“ в София (Карта).

## Галерия
- „На Шипка всичко е спокойно“
- „Панихида“ 1877
- „Мародери“ 1878 – 1879
- „Шипка – Шейново“ 1878 – 1879
- „Кола за ранени“ 1877
- „Преход на Дуава“ 1878 – 1879
- Наполеон на височините при Бородино
- Наполеон в Петровския дворец в очакване на мира